# Västergötlands golfdistriktsförbund
Västergötlands golfdistriktsförbund omfattar golfklubbarna i Västra Götalands län utom i de kommuner som ingår i Bohuslän-Dals och Göteborgs golfdistriktsförbund.

## Golfklubbar i Västergötlands golfdistriktsförbund

### Alingsås golfklubb
Alingsås golfklubb bildades 1985.
| Alingsås | 18 hål | Par 71 | 5608 4915 | svagt kuperad inlandsbana | Spelklar | Arkitekt: |

### Billingens golfklubb
Billingens golfklubb i Lerdala bildades 1949. Klubben har fostrat europatourvinnaren Michael Jonzon.
| Lerdala golfbana | 18 hål | Par 71 |  | Park- och skogsbana | Spelklar 1949/1968 | Arkitekt: Douglas Brasier |

### Borås golfklubb
Borås golfklubb i Östra Vik bildades 1933.
| Norra banan | 18 hål | Par 72 |  |  | Spelklar 1933 | Arkitekt: Douglas Brasier |

| Södra banan | 18 hål | Par 69 |  |  | Spelklar 1991 | Arkitekt: Åke Persson |

### Bredareds golfklubb
Huvudartikel: Bredareds GK

### Ekarnas golfklubb
Ekarnas golfklubb i Grästorp bildades 1970.
| Grästorps golfbana | 18 hål | Par 71 | 5500 4554 | Parkbana | Spelklar 1970 | Arkitekt: Ekarnas GK |

### Falköpings golfklubb
Falköpings golfklubb bildades 1965. Gamla Banan blev rankad av Golf Digest som Västergötlands bästa bana år 2003 och 2005 (nr 42 i Sverige).
| Berga golfbana | 27 hål | Par 72/36 | 6029 5722 5308 4885 | Parkbana | Spelklar 9 hål 1965, 18 hål 1974, 27 hål 2006 | Arkitekt: Nils Sköld |

### Herrljunga golfklubb
Herrljunga golfklubb bildades 1985.
| Herrljunga golfbana | 18 hål | Par 72 | 5657 4723 | Natur- och skogsbana | Spelklar 1990 | Arkitekt: Jan Sederholm |

### Hulta golfklubb
Huvudartikel: Hulta GK

### Hökensås golfklubb
Hökensås golfklubb, 1,5 mil söder om Hjo, bildades 1961.
| Blå slinga | 9 hål | Par 36 |  | Park- och skogsbana | Spelklar 1963 | Arkitekt: Sune Linde |

| Gul slinga | 9 hål | Par 36 |  | Park- och skogsbana | Spelklar 1980 | Arkitekt: Sune Linde |

| Röd slinga | 9 hål | Par 36 |  | Park- och skogsbana | Spelklar 1993 | Arkitekt: Sune Linde |

### Hörlycke golfklubb
Hörlycke golfklubb ligger i Trollhättan.
| Hörlycke golfbana | 9 hål | Par 34 | 2194 1905 | Parkbana | Spelklar 2003 | Arkitekt: Neil Goodison, Johan Klubb |

### Karlsborgs golfklubb
Karlsborgs golfklubb bildades 1959.
| Karlsborgs golfbana | 9 hål | Par 36 | 2818 2447 | Parkbana | Spelklar 1960 | Arkitekt: Egen regi |

### Kinds golfklubb
Kinds golfklubb i Svenljunga bildades 1987.
| Kinds golfbana | 18 hål | Par 72 | 5855 5135 | Parkbana | Spelklar 1990 | Arkitekt: Jan Sederholm |

### Knistad golfklubb
Knistad golfklubb i Skövde bildades 1990.
| Knistads golfbana | 18 hål | Par 72 | 6035 5745 4775 | Parkbana | Spelklar 1990 | Arkitekt: Jeremy Turner |

### Lidköpings golfklubb
Lidköpings golfklubb bildades 1967.
| Filsbäcks golfbana | 18 hål | Par 70 | 5382 4745 | Parkbana | Spelklar 1968 | Arkitekt: Douglas Brasier |

### Lundsbrunns golfklubb
Lundsbrunns golfklubb bildades 1990.
| Lundsbrunns golfbana | 18 hål | Par 72 | 5760 4925 | Parkbana | Spelklar 1992 | Arkitekt: Jan Sederholm |

### Läckö golfklubb
Läckö golfklubb i Lidköping bildades 2002.
| Läckö golfbana | 18 hål | Par 70 |  | Parkbana | Spelklar 2005 | Arkitekt: Susanna Gustavsson |

### Mariestads golfklubb
Huvudartikel: Mariestads GK

### Marks golfklubb
Marks golfklubb i Kinna bildades 1962. 1980 valdes klubben till Årets golfklubb.
| 18-hålsbanan Kinnaborg | 18 hål | Par 70 | 5452m 5144m 4330m | Kuperad parkbana | Spelklar 1964 | Arkitekt: Douglas Brasier, Nils Sköld, Jan Sederholm |

| 9-hålsbanan Lydde | 9 hål | Par 35 | 2333m 1905m | Kuperad park- och skogsbana | Spelklar 2001 | Arkitekt: Jan Sederholm |

### Onsjö golfklubb
Onsjö golfklubb i Vänersborg bildades 1974.
| Onsjö golfbana | 18 hål | Par 72 |  | Park- och skogsbana | Spelklar 1977 | Arkitekt: Nils Sköld, Sune Linde |

### Ribbingsfors golfklubb
Ribbingsfors golfklubb i Gullspång bildades 1989.
| Ribbingsfors golfbana | 9 hål | Par 36 | 5932 5050 | Park- och hagmarksbana | Spelklar 1991 | Arkitekt: Janne Lundvall |

### Skövde golfklubb
Skövde golfklubb bildades 1989.
| Södra banan | 18 hål | Par 72 | 6265 5760 5345 4885 | Park- och skogsbana | Spelklar 1992 | Arkitekt: Peter Nordwall |

| Norra banan | 9 hål | Par 35 | 2730 2280 | Park- och skogsbana | Spelklar 1992 | Arkitekt: Peter Nordwall |

### Trollhättans golfklubb
Trollhättans golfklubb bildades 1963.
| Trollhättans golfbana | 18 hål | Par 73 |  | Park- och naturbana | Spelklar 1964 | Arkitekt: Nils Sköld |

### Töreboda golfklubb
Töreboda golfklubb bildades 1965.
| Töreboda golfbana i Månsarud | 18 hål | Par 70 | 5355 | Park- och skogsbana | Spelklar 9 hål 1971, 18 hål 1990 | Arkitekt: Egen regi |

### Ulricehamns golfklubb
Ulricehamns golfklubb bildades 1947.
| Ulricehamns golfbana | 18 hål | Par 71 |  | Park- och skogsbana | Spelklar 9 hål 1947, 18 hål 1969 | Arkitekt: Rafael Sundblom, Anders Amilon |

### Vara-Bjertorps golfklubb
Vara-Bjertorps golfklubb i Kvänum bildades 1987.
| Vara-Bjertorps golfbana | 18 hål | Par 72 | 6345 6005 5485 5010 | Parkbana | Spelklar 1990 | Arkitekt: Jan Sederholm |

### Vårgårda golfklubb
Vårgårda golfklubb ligger i Vårgårda.
| Vårgårda golfbana | 18 hål | Par 72 | 5660 4710 | Park, Skog & Linksbana | Spelklar 2008 | Arkitekt: Peter Fjällman |

Vårgårda GK gick in som den 47 bästa banan enligt golf digest 2011

### Åsundsholms golfklubb
Åsundsholms golfklubb i Vegby bildades 2003.
| Åsundsholms golfbana | hål | Par |  |  | Spelklar | Arkitekt: |

### Ätradalens golfklubb
Ätradalens golfklubb ligger i Mårdaklev.
| Ätradalens golfbana | 18 hål | Par 71 | 5548 4833 | Parkbana | Spelklar 9 hål 1990, 18 hål 2000 | Arkitekt: Åke Persson |